# Neotherevella macularis
Neotherevella macularis är en tvåvingeart som först beskrevs av Christian Rudolph Wilhelm Wiedemann 1828.  Neotherevella macularis ingår i släktet Neotherevella och familjen stilettflugor. Inga underarter finns listade i Catalogue of Life.